# Shikoku mura
Pour les articles homonymes, voir Shikoku (homonymie).

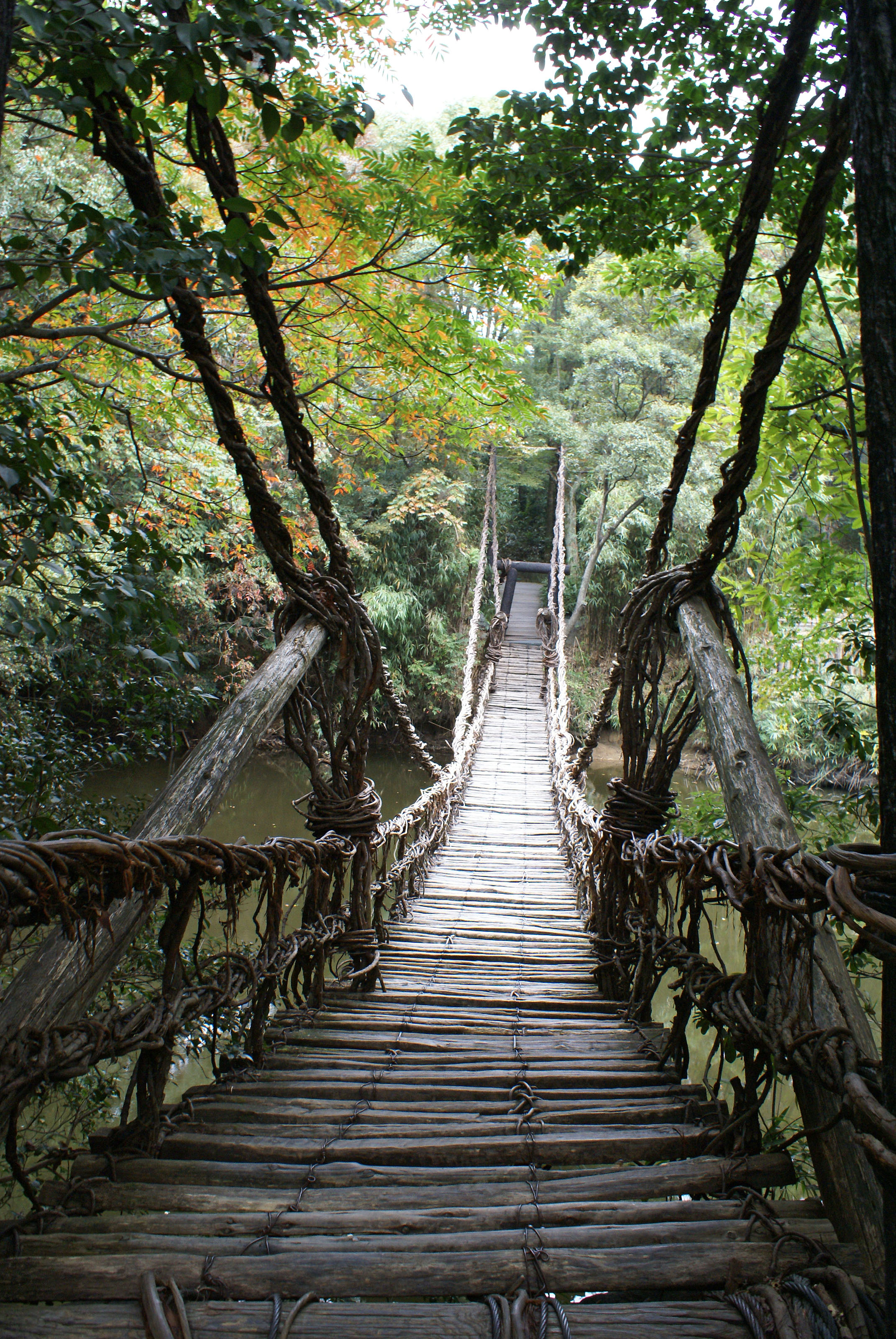
Le Shikoku mura à Takamatsu.

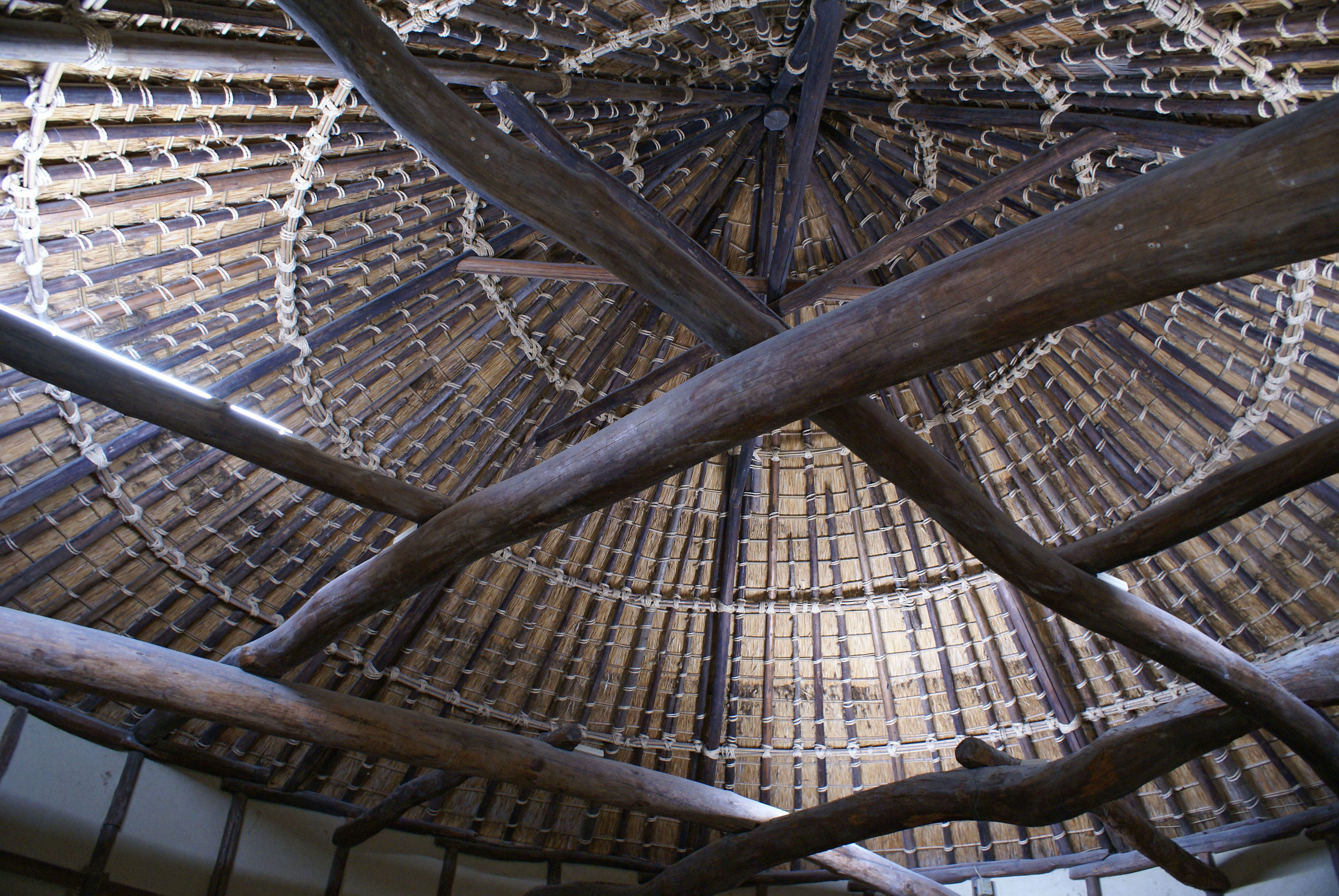
Détail de supports d'un toit.

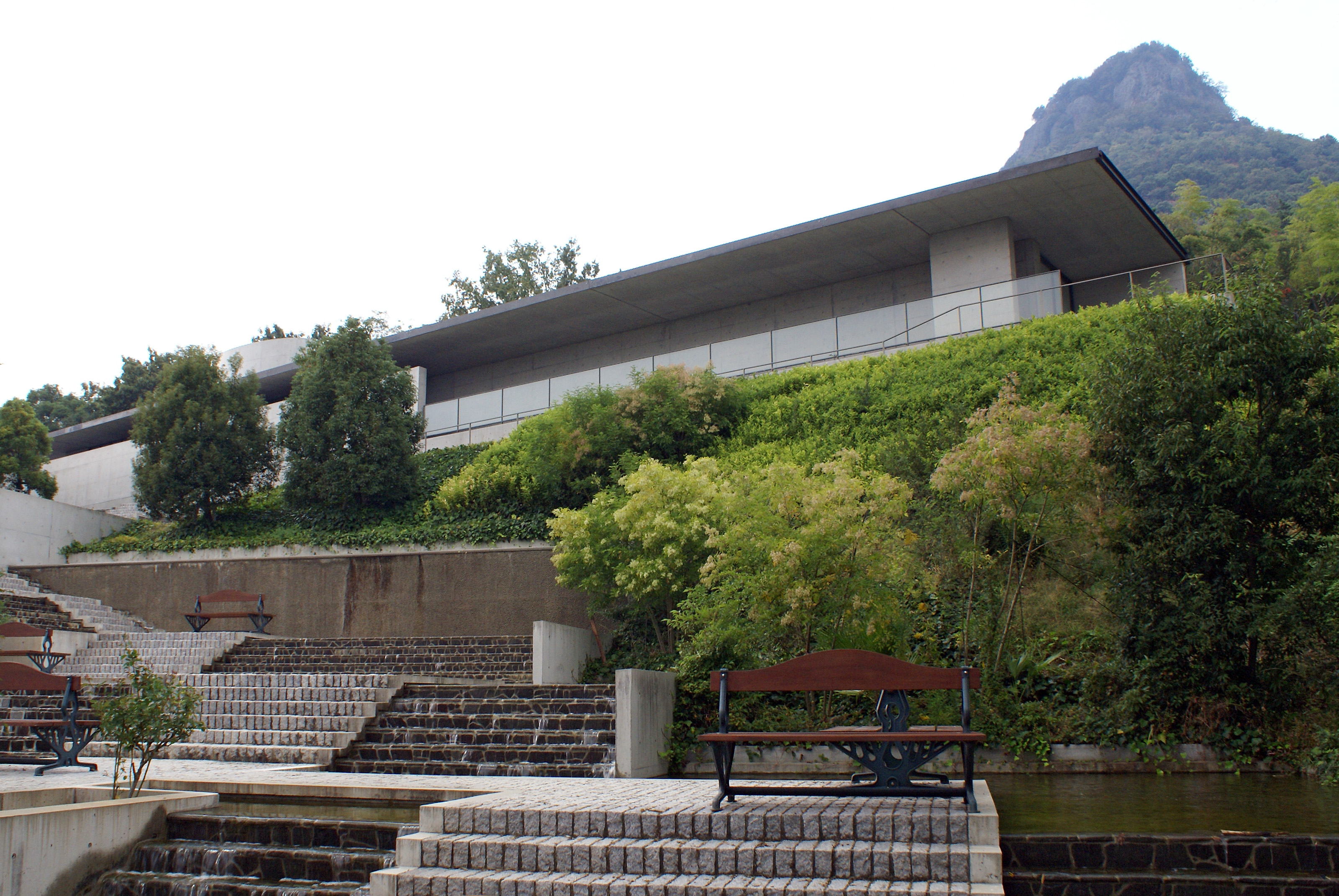
Musée Shikoku mura par Tadao Ando (2002).

Le Shikoku mura (四国村) est un parc architectural de plein air situé à Takamatsu, préfecture de Kagawa au Japon. Il abrite plus de vingt bâtiments de la région de Shikoku datant de l'époque d'Edo jusqu'à l'ère Taishō, dont quatre sont désignés biens culturels importants. Le parc, ouvert en 1976, couvre une superficie d'environ 50 000 m2,,.

## Biens culturels importants
- Ancienne résidence Kōno (旧河野家住宅?) (XVIIIe siècle)[4].
- Ancienne résidence Shimoki (旧下木家住宅?) (1781)[5].
- Moulin à canne à sucre (讃岐及び周辺地域の砂糖製造用具と砂糖しめ小屋?) (1909)[6].
- Usine de sauce de soja (讃岐及び周辺地域の醤油醸造用具と醤油蔵・麹室?) (ère Meiji)[7].

## Musée
Un espace d'exposition conçu par Tadao Ando ouvre ses portes en 2002.

## Source de la traduction
- (en) Cet article est partiellement ou en totalité issu de l’article de Wikipédia en anglais intitulé « Shikoku Mura » (voir la liste des auteurs).